# Josep Artigas
Josep Artigas i Ojeda (Barcelona, 1919-1992). Fue uno de los más importantes cartelistas españoles de la posguerra, miembro de honor de la ADG(Asociación de Directores de Arte y Diseñadores Gráficos)-FAD(Fomento de las Artes Decorativas).

## Biografía
Entre 1935 y 1936 trabaja como voluntario en Grafos, simultaneando su trabajo con la formación en la Escuela de Bellas Artes de La Llotja y en el Círculo Artístico de Sant Lluc.
Antes de la guerra civil española en una empresa dedicada a las artes gráficas donde hizo sus dos primeros carteles publicitarios. Durante la guerra se dedicó a diseñar billetes de banco. Como él los describía:«billetes de banco de los de la guerra».
En 1945 abre un estudio propio en Barcelona. Cuatro años después acepta integrarse en el departamento de publicidad de Cruz Verde, donde durante años fue el responsable de comunicación de la firma. Fruto de esos años es su mítico cartel para Polil, uno de los trabajos gráficos que mejor resumen la atmósfera del país en esa época.  
En 1953 recibe el encargo de liderar el departamento de publicidad de Nestlé en Barcelona, lo cual le permite, un año más tarde, su incorporación al departamento de Nestlé Internacional en Suiza. 
De 1955 a 1965 se instala en Suiza, donde crea su propio estudio, realizando trabajos para marcas como Swissair, Philip Morris y el  Departamento de Turismo de Italia, entre otros.  
Once años después regresa a Barcelona donde funda la agencia Publiartigas, trabajando para la Fira, Puerto de Barcelona, editorial Labor, Bally y la Escuela de Bellas Artes de La Llotja.
En 1962 fue nombrado miembro honorario de "Grafistas Asociación FAD" y en 1963 se le concede la Insignia de Oro del Club de la Publicidad de Barcelona.

## Publicidad[5]
Trabajó en el departamento de publicidad de la empresa química «Cruz Verde», en la que llegó a dirigir el departamento de publicidad, y donde en 1948 realizó el famoso anuncio de la marca «POLIL», mostraba una prenda de abrigo animada que se autocontempla, comprobando atónita el enorme y mortal agujero que la polilla ha producido en su espalda.
Más adelante, en 1950, Josep Artigas presentó otro de los anuncios, que con el tiempo ha ocupado un lugar de honor en la historia de la iconografía publicitaria española: el corderito de «NORIT»
En 1954 diseñó el cartel publicitario del jabón para lavar ropa a mano «Duxón» de «Persil».
En el Primer Gran Concurso de Carteles «La Lechera» de «Nestlé» en España, con objeto de: «revalorizar la publicidad exterior y ofrecer a nuestros cartelistas la oportunidad de demostrar sus nuevos estilos y sus brillantes cualidades», Josep Artigas obtuvo una mención honorífica.
Durante diez años instaló su propio estudio en Suiza (1955-1965), trabajando para empresas suizo-alemanas y suizo-francesas. Entre los trabajos más destacados son los realizados para marcas como: 
- «NESTLÉ»,[10]
- «SWISSAIR»,
- «PHILIP MORRIS»,
- Para el Resort Alpino de «Leysin»,
- Para el Resort Alpino de «GSTAAD»,[11]
- Para el Resort Alpino de «VEVEY»,[12] para el Departamento de Turismo Italiano
- «JAFFA», para las naranjas de (Israel).
- «CRUZ VERDE»,[13]
- «Club de Montañismo»,[14]
- Publicidad Papel Secante «TINTA SAMAS»,[15]
- Publicidad «JAFFA ORANGE» 1961,[16]
- Publicidad Cárnicas «BELL AG» en Basel 1964,[17]

A su regreso a España y fue director de publicidad de la empresa «PUJOL & TARRAGÓ» (logotipo que diseñó en 1950), inicio de lo que hoy es el grupo «FICOSA Internacional», diseñó la imagen corporativa del grupo así como los logotipos de varias filiales como «Cables Gandía», «FicoMirrors», «Industrias TechnoFlex», esta empresa a finales de los años '70 lanzó su vibrador para hormigón «Rabbit» que ha sido desde siempre su producto estrella. El logotipo y la imagen de marca «Rabbit» que fue diseñado por Josep Artigas y el producto en sí, tienen un reconocido prestigio en su sector.
Las últimas láminas y cuadros que creó, las expuso en Barcelona en 1991, con el título de El Abecedario Artístico, donde presentó una nueva técnica de gran colorido desarrollada a partir de un batido de papel maché mezclada con agua y diferentes tipos de pigmento o pintura. A dicho batido, le aplicaba cola de látex consiguiendo una pasta viscosa, granulosa y consistente muy fácil de malear.

## Montañismo
Un gran aficionado a la montaña, era miembro del Club Excursionista de Catalunya y participó activamente en la cofradía Grup Cavall Bernat del  monasterio de Montserrat.
Colaboró con sus dibujos en varios libros:
- Diccionario de la Montaña (1963) de Agustín Faus Costa.
- Escalada de Ernesto Mallafré (Barcelona 1948 y 1954)
- Primera ayuda en accidentes de montaña y esquí(Barcelona 1952) de los doctores Miguel Gras, Eduardo Padrós y Jorge Perelló.

Además de escalador, esquiador e ilustrador de libros de montaña, Artigas inventó un curioso aparato en forma de rombo con un travesaño que actuaba como freno dinámico para la cuerda y permitía auto·asegurarse durante la escalada en solitario. Equipado con este ingenioso artilugio, Artigas superó en solitario los la emblemática aguja El Rave de la montaña de Montserrat.